# Болдырев, Иван Андреевич
Иван Андреевич Болдырев (настоящая фамилия — Шкотт; 12 (25) ноября 1903 года — 19 мая 1933) — русский писатель, публиковавшийся в эмигрантской прессе во Франции. Наиболее известен повестью «Мальчики и девочки» (1929).

## Биография
Родился в Москве в семье потомков выходцев из Шотландии. В 1920 году окончил 49 Советскую трудовую школу (бывшую Московскую четвёртую гимназию). Учился на химическом отделении физико-математического факультета Московского университета. Весной 1924 года был арестован по обвинению в антисоветской деятельности в связи с тем, что он с друзьями противодействовал коммунистической ячейке, и сослан в Нарымский край; осенью нелегально перешёл советско-польскую границу, в следующем году обосновался в Париже. Познакомился с А.М. Ремизовым, который высоко оценил творчество молодого автора. Автобиографическая повесть «Мальчики и девочки» была опубликована отдельным изданием в 1929 году.
В 1933 писатель начал терять слух (возможно, после полученной на работе травмы) и покончил с собой, приняв смертельную дозу веронала.

## Книги
- Иванъ Болдыревъ. Мальчики и дѣвочки. Повесть. Издательство «Новые писатели». Парижъ-Берлинъ, 1929
- Иван Шкотт (Болдырев). Собрание сочинений / сост. и ред. А. Слащевой и Т. Селиванова. М.: Common Place, 2020 ISBN 978-999999-1-33-9